# Петер Каузер
Петер Каузер  (словен. Peter Kauzer; нар. 8 вересня 1983) — словенський веслувальник, що спеціалізується у водному слаломі, олімпійський медаліст, дворазовий чемпіон світу, багаторазовий чемпіон Європи.

## Виступи на Олімпіадах
| Олімпіада           | Дисципліна                | Місце |
| ------------------- | ------------------------- | ----- |
| Пекін 2008          | байдарки одиночки, слалом | 13    |
| Лондон 2012         | байдарки одиночки, слалом | 6     |
| Ріо-де-Жанейро 2016 | байдарки одиночки, слалом | 2     |
| Токіо 2020          | байдарки-одиночки, слалом | 12    |
| Париж 2024          | байдарки-одиночки, слалом | 18    |
| Париж 2024          | байдарки-крос             | 24    |

## Зовнішні посилання
- Петер Каузер на сайті International Canoe Federation (англійська)
- Петер Каузер на сайті Olympics.com (англійська)
- Петер Каузер на сайті Olympedia (англійська)